# Benjamin Marais
Pour les articles homonymes, voir Marais (homonymie).
Benjamin Marais, né le 11 septembre 2002 à Cholet, est un coureur cycliste français. Il est membre de l'équipe Vendée U.

## Biographie
Benjamin Marais grandit au contact du monde du vélo. Son père Julien a pratiqué le cyclisme au niveau amateur, tout comme ses oncles Florian Marais et Aurélien Poupin qui ont couru au sein du Vendée U,. Il prend sa première licence à huit ans au Vélo Club Herbretais, puis commence la compétition en catégorie cadets.
Bon rouleur, il termine notamment troisième du Tour de Gironde en 2019 pour son entrée chez les juniors (moins de 19 ans). L'année suivante, il connaît sa première sélection en équipe de France pour les championnats d'Europe de Plouay, où il prend la treizième place du contre-la-montre juniors. Il se classe également quatrième de la course en ligne et sixième du contre-la-montre aux championnats de France juniors. 
En 2021, il rejoint l'équipe Vendée U, centre de formation de l'équipe Total Direct Énergie. Il suit dans le même temps des études en STAPS. Lors du début de saison 2022, il se distingue en remportant le Grand Prix de Buxerolles puis la Boucle de l'Artois, manche de la Coupe de France DN1. Il s'impose ensuite sur le championnat des Pays de la Loire, disputé sur un parcours difficile à Coron. En été, il fait partie des cyclistes français sélectionnés pour les Jeux méditerranéens d'Oran.

## Palmarès
- 2019
  - 2e du Tour de Loué-Brulon-Noyen
  - 3e du Tour de Gironde
- 2021
  - 2e étape du Tour du Pays de Lesneven (contre-la-montre par équipes)
  - Chrono des Achards
  - 2e de la Ronde mayennaise
- 2022
  - Champion des Pays de la Loire
  - 5e épreuve du Circuit des plages vendéennes (contre-la-montre par équipes)
  - Grand Prix de Buxerolles
  - Classement général de la Boucle de l'Artois
  - 2e étape du Tour des Deux-Sèvres
- 2023
  - 5e épreuve du Circuit des plages vendéennes (contre-la-montre par équipes)
  - 2e de la Ronde mayennaise
- 2024
  - 1re épreuve du Circuit des plages vendéennes
  - Chrono 47 (contre-la-montre par équipes)
  - 2e du Circuit des plages vendéennes

### Classements mondiaux
| Année                                 | 2021  | 2022  | 2023  | 2024  |
| ------------------------------------- | ----- | ----- | ----- | ----- |
| Classement mondial                    | 2718e | 1881e | 2445e | 3207e |
| UCI Europe Tour                       | 1774e | 1212e | nc    | nc    |
|                                       |       |       |       |       |
| Légende : nc = non classéSource : UCI |       |       |       |       |